# Ralph Campney
Ralph Osborne Campney PC KC (* 6. Juni 1894 in Picton, Ontario; † 6. Oktober 1967) war ein Politiker der Liberalen Partei Kanadas, der Solicitor General sowie Verteidigungsminister im 17. Kabinett von Premierminister Louis Saint-Laurent war.

## Leben
Campney absolvierte nach dem Schulbesuch ein grundständiges Studium, das er mit einem Bachelor of Arts (B.A.) abschloss. Während des Ersten Weltkrieges leistete er zwischen 1915 und 1919 seinen Militärdienst und fand unter anderem Verwendung beim 19. Infanteriebataillon, beim Royal Canadian Army Medical Corps sowie beim Royal Flying Corps. Nach einem Studium der Rechtswissenschaften und seiner anwaltlichen Zulassung nahm er eine Tätigkeit als Barrister auf. Für seine anwaltlichen Verdienste wurde er später zum Kronanwalt (King’s Counsel) ernannt.
Bei einer Nachwahl am 8. Juni 1948 kandidierte Campney im Wahlkreis Vancouver Centre ohne Erfolg für ein Mandat im Unterhaus. Bei der darauf folgenden Unterhauswahl vom 27. Juni 1949 wurde er jedoch für die Liberale Partei in diesem Wahlkreis zum Mitglied des Unterhauses gewählt und gehörte diesem bis zu seiner Niederlage bei der Unterhauswahl am 10. Juni 1957 an. Während seiner Parlamentszugehörigkeit war er vom 16. Februar bis zum 30. Juni 1950 Vorsitzender eines Sonderausschusses, der sich mit Gesetzen zur nationalen Verteidigung, der Pension für Milizangehörige sowie die Zahlung und Verteilung von Preisgeldern befasste.
Sein erstes Regierungsamt übernahm er am 24. Januar 1951 als Parlamentarischer Assistent von Brooke Claxton, dem Minister für Nationale Verteidigung im 17. Kabinett von Premierminister Louis Saint-Laurent.
Nach einer Regierungsumbildung wurde er am 15. Oktober 1952 Solicitor General und war als solcher bis zum 11. Januar 1954 einer der Chefberater der Regierung in rechtlichen Angelegenheiten. Zugleich fungierte er zwischen dem 12. Februar 1953 und dem 30. Juni 1954 als Beigeordneter Minister für Nationale Verteidigung. 
Im Zuge einer weiteren Regierungsumbildung berief ihn Premierminister Saint-Laurent am 1. Juli 1954 als Nachfolger von Brooke Claxton zum Minister für Nationale Verteidigung. Dieses Ministeramt bekleidete er bis zum Ende von Saint-Laurents Amtszeit am 20. Juni 1957.